# Las Rabonas

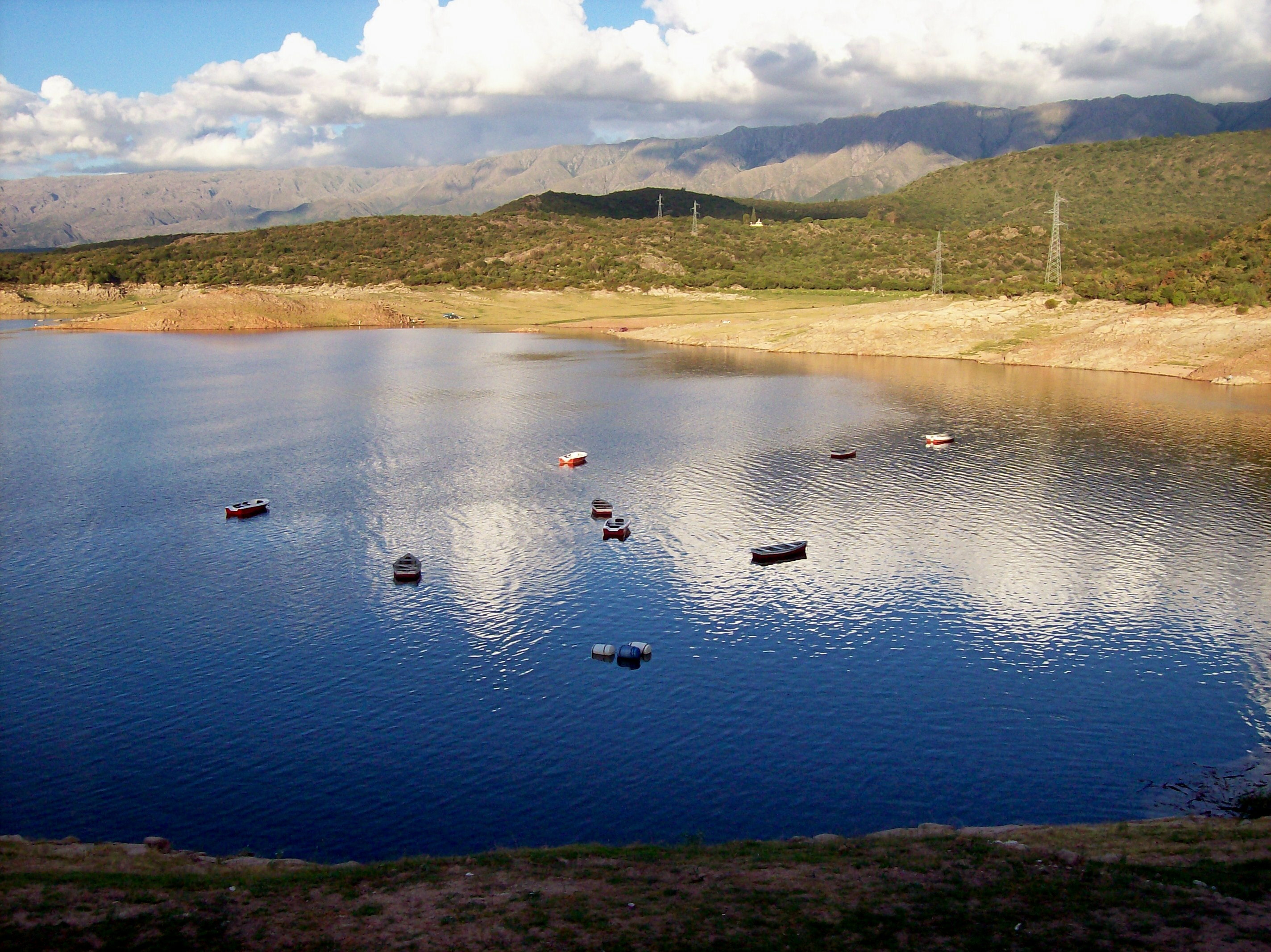
Dique La Viña

Las Rabonas es una comuna del departamento San Alberto, en la provincia de Córdoba, Argentina.
Ubicada en el valle de Traslasierra, a las orillas del lago La Viña, entre Mina Clavero y Villa Dolores, por la ruta 14, es un lugar para descansar, desconectarse y vivir con la naturaleza que rodea esta zona, lagos, sierras y bosques.

## Turismo
La localidad cuenta con más de 20 complejos de cabañas, dos cámpines y dos hosterías.

## Geografía
Esta localidad se encuentra ubicada al pie de las Sierras Grandes de Córdoba, su jurisdicción incluye varios arroyos, parte de la costa del dique La Viña entre pequeñas montañas o lomas.

### Sismicidad
La sismicidad de la región de Córdoba es frecuente y de intensidad baja, y un silencio sísmico de terremotos medios a graves cada 30 años en áreas aleatorias. Sus últimas expresiones se produjeron:
- 22 de septiembre de 1908 (116 años), a las 17.00 UTC-3, con 6,5 Richter, escala de Mercalli VII; ubicación 30°30′0″S 64°30′0″O / -30.50000, -64.50000; profundidad: 100 km; produjo daños en Deán Funes, Cruz del Eje y Soto, provincia de Córdoba, y en el sur de las provincias de Santiago del Estero, La Rioja y Catamarca[2]

- 16 de enero de 1947 (78 años), a las 2.37 UTC-3, con una magnitud aproximadamente de 5,5 en la escala de Richter (terremoto de Córdoba de 1947)[1]

- 28 de marzo de 1955 (70 años), a las 6.20 UTC-3 con 6,9 Richter: además de la gravedad física del fenómeno se unió el desconocimiento absoluto de la población a estos eventos recurrentes (terremoto de Villa Giardino de 1955)

- 7 de septiembre de 2004 (20 años), a las 8.53 UTC-3 con 4,1 Richter

- 25 de diciembre de 2009 (15 años), a las 21.42 UTC-3 con 4,0 Richter

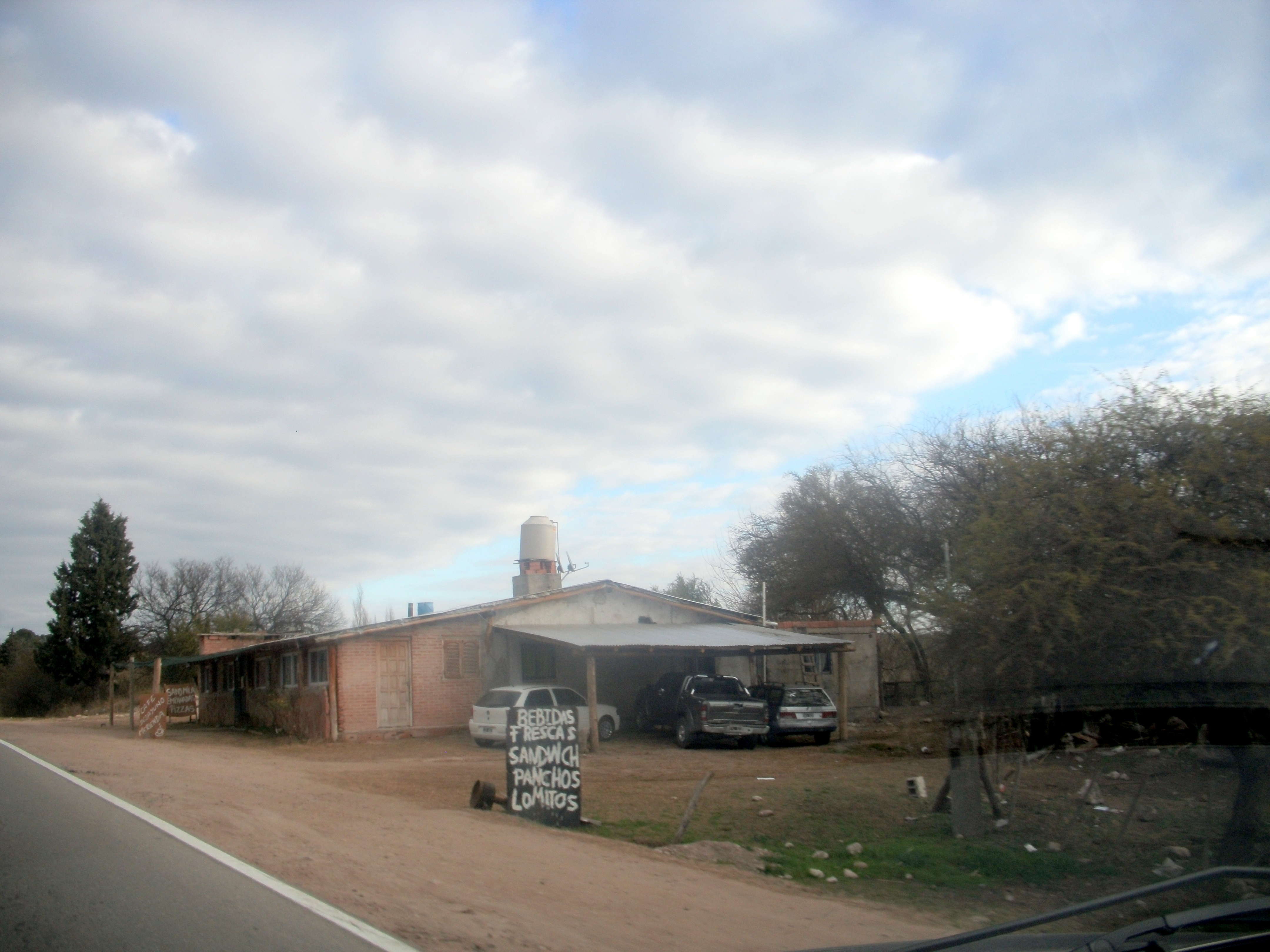
Comercio de Las Rabonas